# Грей, Мария
Мария Грей (англ. Mary Grey, употреблялось также написание Marie; 1545 — 20 апреля 1578) — младшая сестра леди Джейн Грей, известной как «королева на девять дней», и Катерины Грей. Согласно завещанию короля Генриха VIII Тюдора вместе с сёстрами входила в число наследников английского престола.

## Биография

### Родственные связи и роль в линии наследования
Леди Мария Грей родилась приблизительно в 1545 году в поместье Брадгейт и была младшим ребёнком в семье Генри Грея, 3-го маркиза Дорсета, и леди Фрэнсис Брэндон, дочери Чарльза Брэндона, герцога Саффолка, и французской королевы Марии Тюдор.
Мария Тюдор была дочерью короля Генриха VII и Елизаветы Йоркской и приходилась младшей сестрой королю Генриху VIII. Сёстры Грей, как правнучки Генриха VII, были в числе потенциальных наследников английского престола. Получив в соответствии со вторым Актом о престолонаследии от 1536 года право самому назначать преемников, Генрих VIII в своём завещании назвал наследниками только своих детей и потомков своей младшей сестры Марии. Потомки его старшей сестры Маргариты, королевы Шотландии, были исключены из линии престолонаследия, хотя и неоднократно заявляли о своих притязаниях на корону Англии в дальнейшем. Список наследников, обозначенных в завещании Генриха VIII, выглядел следующим образом:
- Эдуард, принц Уэльский, сын Генриха VIII и Джейн Сеймур;
- леди Мария Тюдор, дочь Генриха VIII и Екатерины Арагонской;
- леди Елизавета Тюдор, дочь Генриха VIII и Анны Болейн;
- наследники леди Фрэнсис Грей, дочери Марии Тюдор и Чарльза Брэндона[к 3];
  - леди Джейн Грей;
  - леди Катерина Грей;
  - леди Мария Грей;
- наследники леди Элеоноры Клиффорд, дочери Марии Тюдор и Чарльза Брэндона;
  - леди Маргарет Клиффорд.

Неженатый и бездетный король Эдуард VI умер 6 июля 1553 года, и регент Джон Дадли предпринял попытку возвести на трон жену своего сына, леди Джейн Грей, в соответствии с новым Актом о наследовании, составленным незадолго до смерти короля и исключавшим из круга претендентов принцессу Марию, её единокровную сестру принцессу Елизавету и леди Фрэнсис Грей. Эти изменения в порядке престолонаследия не нашли поддержки, и леди Джейн была низложена. Королевой стала Мария Тюдор, а после её смерти — Елизавета. Мария умерла бездетной, а не желавшая вступать в брак Елизавета оттягивала принятие решения о назначении наследника, и наиболее предпочтительной её преемницей считалась Катерина Грей. В 1568 году Катерина скончалась, и теперь Мария Грей и её кузина Маргарет Клиффорд оставались единственными здравствующими внучками Марии Тюдор, сестры Генриха VIII. Брак Катерины Грей и Эдварда Сеймура, обвенчавшихся тайно и без позволения королевы, был признан недействительным, а их сыновья — незаконнорождёнными, и по закону Англии наследницей Елизаветы была Мария. Фактически же, наибольшей поддержкой пользовалась кандидатура правнучки Генриха VII, шотландской королевы Марии Стюарт, заявившей о своих правах на английский трон ещё в начале правления Елизаветы. Сама Мария Грей никогда не выказывала серьёзных притязаний на корону.

### Ранние годы

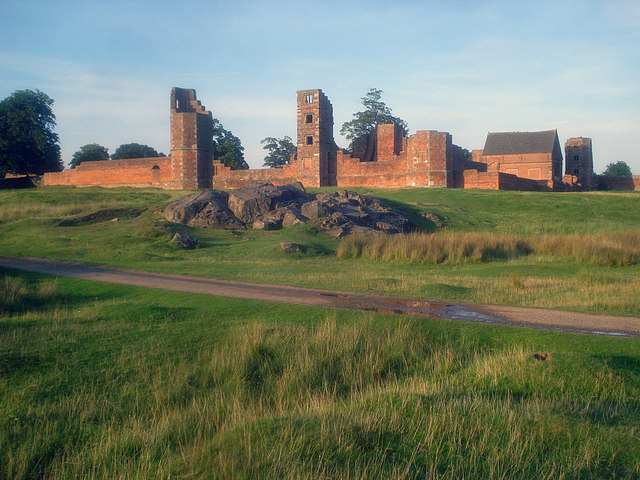
Руины поместья Брадгейт, строительство которого началось при прадеде сестёр Грей

Мария Грей не отличалась красотой: по дошедшим описаниям она была очень маленького роста (чуть выше 120 см) и, согласно донесению испанского посланника, «горбатой и весьма безобразной». Елизавета нелестно отзывалась о ней, как об «этой коротышке, карлице и уродине». Не сохранилось никаких свидетельств того, что родители пренебрегали ею или пытались скрыть физические недостатки девочки. Она воспитывалась наравне с остальными дочерьми. Первые годы жизни Мария провела вместе со старшими сёстрами в Брадгейте, одном из поместий семьи Грей. Сёстры относились к первому поколению в Англии, появившемуся на свет уже после религиозных реформ и воспитанному как евангелисты. Впоследствии Мария проявляла интерес к богословию: при инвентаризации её книг были обнаружены три Библии, включая женевскую, «Книга общих молитв», «Книга мучеников Фокса» и множество трудов, касавшихся реформирования Церкви Англии. Помимо них в её библиотеке были книги на французском и итальянском языках. Сёстры Грей получили превосходное образование, включавшее помимо традиционных для благородных дам навыков шитья, приготовления изысканных кушаний и игры на музыкальных инструментах, также изучение классической литературы и иностранных языков, таких как греческий, латынь, итальянский и французский.
Сёстры Грей, истые протестантки и наследницы Генриха VIII, рассматривались регентом королевства Джоном Дадли как более подходящая альтернатива другой наследнице короля, принцессе-католичке Марии Тюдор. Чтобы оттеснить Марию от трона в случае смерти малолетнего короля Эдуарда VI, здоровье которого постепенно ухудшалось уже с середины 1552 года, Дадли запланировал выдать сестёр замуж за сыновей своих сторонников. В мае 1553 года Джейн обвенчалась с Гилфордом, младшим сыном Дадли, а Катерина — с Генри Гербертом, сыном союзника Дадли. Мария, которой тогда было около восьми лет, была помолвлена со своим дальним родственником лордом Артуром Греем, чей отец также был союзником регента. В июле того же года, после смерти короля Эдуарда, при поддержке Дадли Джейн Грей на несколько дней стала королевой, но вскоре была свергнута, а регент отправлен на плаху. В феврале 1554 года, после неудавшегося восстания Томаса Уайетта, сама Джейн, её муж Гилфорд Дадли и её отец Генри Грей также были казнены. В течение этого периода Мария и Катерина оставались с матерью, пытавшейся добиться милости новой королевы Марии Тюдор и возврата хотя бы части отчуждённого в пользу короны имущества. В апреле 1554 года ей была пожалована значительная часть бывших владений Греев, а в июле королева разрешила леди Фрэнсис, Катерине и Марии вернуться ко двору, где они стали её фрейлинами. Помолвка Марии с лордом Греем на тот момент уже была расторгнута.
В 1555 году леди Фрэнсис вышла замуж за Эдриана Стоукса и в последующие годы редко бывала при дворе. Десятилетняя Мария в основном жила вместе с матерью, Катерина оставалась при королеве. По совету леди Фрэнсис обе сестры соблюдали все положенные католикам ритуалы. Когда в 1558 году Марию Тюдор на престоле сменила Елизавета, дамы семейства Грей перешли в её свиту, хотя и не пользовались благосклонностью новой королевы. После смерти матери в 1559 году, оставившей почти всё состояние своему второму мужу, Мария получила в наследство лишь незначительную собственность в Уорикшире, Линкольншире и Ноттингемшире, приносившую ей ежегодный доход в 20 фунтов. Вдобавок к этим средствам на жизнь она довольствовалась также ежегодными выплатами в размере 80 фунтов, назначенными ей Елизаветой.

### Тайный брак и его последствия

Королева Елизавета I. Портрет работы неизвестного художника, ок. 1558—1560 годов

В первые годы правления Елизаветы вопрос о наследнике оставался нерешённым из-за нежелания королевы спешить с замужеством. Кроме того, опасаясь заговоров и интриг, она отказывалась назначить кого-либо в качестве предполагаемого наследника. Из всех здравствовавших тогда потомков Тюдоров наилучшими преемниками считались королева Шотландии Мария Стюарт и средняя из сестёр Грей — Катерина, в 1561 году тайком обвенчавшаяся с Эдвардом Сеймуром. В следующем году их брак был признан недействительным, а родившиеся впоследствии дети — незаконнорождёнными. Тем не менее члены Тайного совета Англии продолжали настаивать на её кандидатуре. Младшая сестра Грей, хотя и была в числе претендентов на трон, не рассматривалась всерьёз как наследница вследствие своего физического недуга. Однако Мария по всей видимости попыталась обернуть ситуацию себе на пользу и в 1565 году вышла замуж за Томаса Киза, вдовца средних лет с несколькими детьми, служившего начальником королевской гвардии. Их свадьба была тайной и свершилась без королевского дозволения. Вероятно, Мария надеялась, что брак с простолюдином будет сродни замужеству её матери с шталмейстером Эдрианом Стоуксом, и тем самым убедит Елизавету, что не представляет для неё никакой угрозы.
При дворе Мария и Томас Киз виделись почти каждый день, но обстоятельства их знакомства неизвестны, потому как Мария ни с кем не делилась сведениями о своих отношениях с Кизом. В период ухаживания он подарил ей несколько украшений: три кольца, одно из которых было обручальным, с рубинами и бриллиантами, и золотую цепочку. Их венчание было приурочено к 16 июля, так как в тот день королева вместе со всей свитой уехала в Дарем-Хаус на Стрэнде, куда была приглашена на свадьбу своего племянника, Генри Ноллиса. Тем временем, в Уайтхолле Мария Грей и Томас Киз обменялись брачными клятвами в присутствии священника и нескольких близких родственников, друзей и слуг. Памятуя о ситуации, в которой ранее оказалась её сестра Катерина, так и не сумевшая доказать действительность своего брака с Эдвардом Сеймуром из-за смерти единственной свидетельницы, Мария предусмотрительно обеспечила наличие на венчании максимально возможного количества людей, способных подтвердить, что брачный обряд был проведён как положено.
Уже 21 августа слухи об этом браке дошли до королевы. Чуть раньше были получены известия из Шотландии о поспешной свадьбе королевы Марии Стюарт с лордом Генри Дарнли, свершившейся без одобрения Елизаветы. Хотя королева Мария заявила, что не будет настаивать на своих династических правах на трон Англии, Елизавета знала, что в парламенте снова разразятся прения о назначении наследника и будут предлагать кандидатуру Катерины Грей. В связи со сложившейся ситуацией королева пребывала в раздражении и расценила поступок младшей леди Грей как сильнейшее оскорбление. После того, как Тайный совет подробно допросил супругов, Елизавета отдала приказ о заключении Киза во Флитскую тюрьму, а сама Мария оставалась под домашним арестом вплоть до смерти своего мужа.

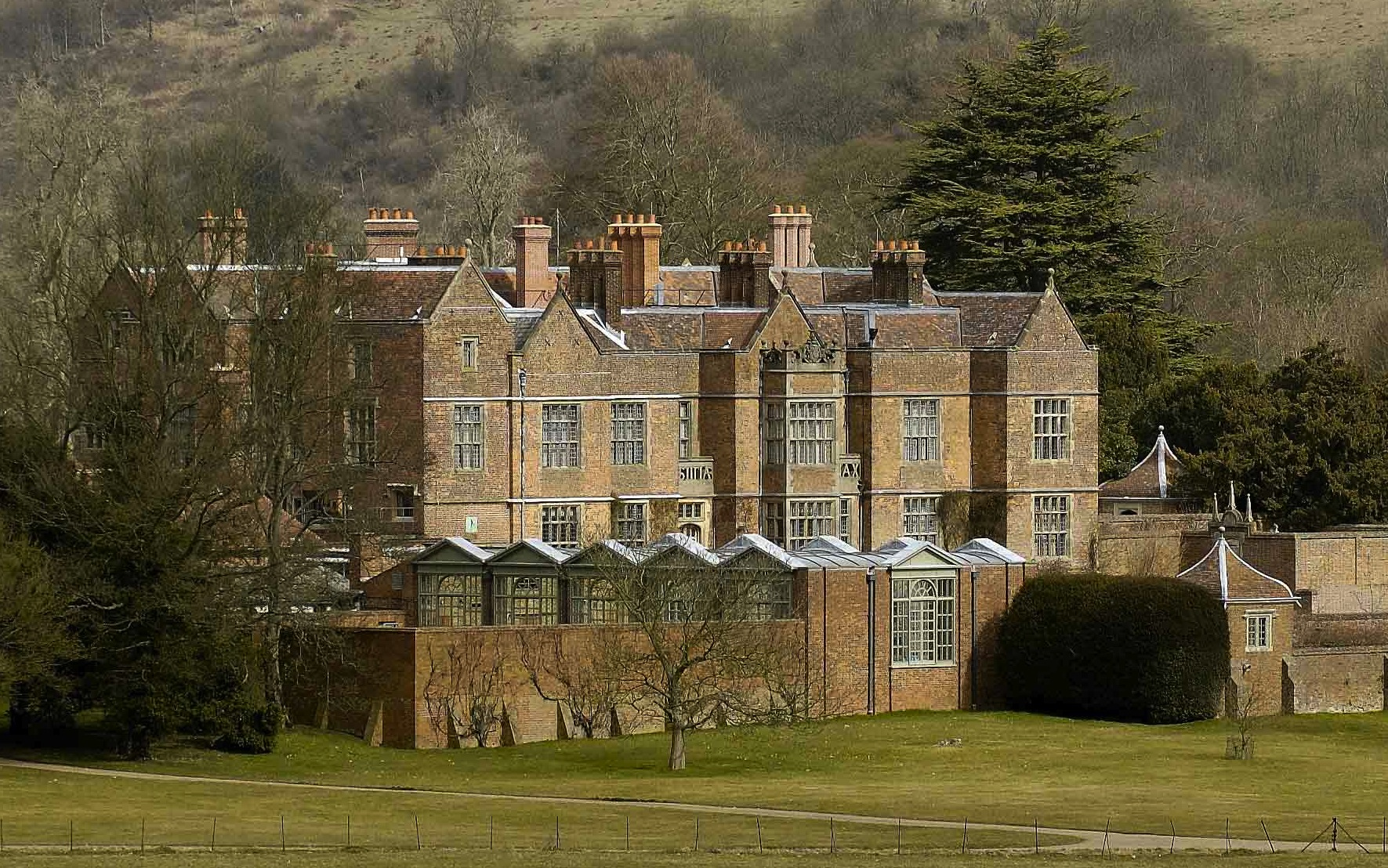
Особняк Чекерс Корт, где Мария провела два года под домашним арестом

Всё это время она находилась под надзором людей, лично назначенных королевой. Сперва она была отправлена к Уильяму Хотри в Чекерс Корт, графство Бакингемшир, где жила в течение двух лет. Ей было запрещено общаться с кем-либо извне и покидать пределы поместья. Оттуда она беспрестанно слала письма Уильяму Сесилу, упрашивая его помочь вымолить прощение у королевы. Под каждым из своих посланий она ставила подпись Mary Graye, как если бы вовсе никогда не была замужем. Однако гнев Елизаветы не ослабевал. Тогда Томас Киз, тяжело переносивший суровые условия заключения, заявил, что согласен на аннулирование брака в обмен на то, чтобы его отпустили домой в Кент. После выяснения всех деталей Эдмунд Гриндал, епископ Лондонский, не нашёл оснований для аннулирования брака.
Спустя два года королева вместе с Уильямом Сесилом приняла решение поместить леди Грей на попечение кого-либо из родственников, и в августе 1567 года Мария в сопровождении Уильяма Хотри была доставлена в лондонский дом баронессы Кэтрин Уиллоуби де Эрзби, последней жены её деда, Чарльза Брэндона. Баронесса была вынуждена за свой счёт обеспечить леди Грей необходимыми предметами обихода, поскольку многие вещи из её личного имущества пришли в негодность. Кэтрин Уиллоуби была добра к Марии и утешала её, когда в начале 1568 года они узнали о смерти её сестры Катерины Грей. Из-за того, что сыновья Катерины были признаны незаконнорождёнными, по законам Англии и в соответствии с условиями завещания Генриха VIII наследницей королевы становилась Мария Грей. Елизавете пришлось принять это как неизбежное, но положение Марии никоим образом не улучшилось. В мае того же года ещё одна претендентка на трон шотландская королева-католичка Мария Стюарт нашла убежище в Англии. Она отреклась от престола Шотландии в пользу своего сына Якова, но не собиралась отказываться от притязаний на корону Англии. Ситуация становилась всё более напряжённой, и для Марии Грей теперь подыскивали новое пристанище. Так как отношения между Елизаветой и Кэтрин Уиллоуби были натянутыми, это могло послужить причиной тому, что Мария была удалена из дома баронессы до того, как она стала центром внимания протестантов. В июне 1569 года она была переведена под надзор сэра Томаса Грешема.
Тем временем её супруг, Томас Киз, был освобождён из Флитской тюрьмы в 1569 году и, получив пост в замке-крепости Сандгейт, отбыл в Кент, где и скончался в сентябре 1571 года. Узнав о его смерти, Мария снова обратилась к королеве с просьбой помиловать её и позволить заботиться об осиротевших детях Киза. Томас Грешем также ходатайствовал перед Сесилом об отъезде Марии из его дома, потому как его супруга была категорически против её присутствия. Только в мае 1572 года Елизавета окончательно согласилась освободить леди Грей, при этом ограничив её в использовании унаследованной собственности.

### Вдовство и смерть
Овдовевшей Марии разрешили переехать в Лестершир к её отчиму Эдриану Стоуксу, в 1572 году женившемуся на леди Анне Кэрью. Из опасений быть ему в тягость, Мария через Уильяма Сесила уведомила Елизавету о том, что у неё практически нет средств к существованию, кроме двадцати фунтов годового дохода, и королеве пришлось назначить ей небольшое денежное содержание. К февралю 1573 года Марии удалось скопить достаточно денег, чтобы перебраться в Лондон и зажить своим домом. К концу 1577 года она была восстановлена в должности фрейлины королевы, периодически появлялась при дворе и на Новый год обменялась подарками с Елизаветой.
Мария Грей умерла бездетной 20 апреля 1578 года в возрасте 33 лет во время эпидемии чумы в Лондоне, хотя, вероятно, не чума стала причиной её смерти. Она занемогла в апреле и незадолго до кончины составила завещание, разделив своё скромное состояние между Кэтрин Уиллоуби (ей она оставила драгоценности своей матери), леди Маргарет Арунделл, Анной Кэрью, своей падчерицей Джейн Меррик, внучкой своего покойного мужа Мэри Меррик и несколькими слугами. Похоронить её останки она завещала там, «где сочтёт наиболее удобным Её Величество королева».
Елизавета I взяла на себя расходы и организацию похорон, соответствующих статусу Марии как ближайшей родственницы королевы. Мария Грей была погребена 14 мая рядом с матерью в Вестминстерском аббатстве, где её могила до сих пор остаётся без каких-либо опознавательных табличек. Главной скорбящей на её похоронах была Сьюзан Берти, дочь Кэтрин Уиллоуби. Место Марии Грей в порядке престолонаследия заняла Маргарет Клиффорд, последняя здравствующая претендентка на трон, указанная в завещании Генриха VIII.

## Комментарии
1. Портрет леди Марии Грей, демонстрирующей своё обручальное кольцо, в настоящее время находится в загородном особняке Чекерс Корт[англ.], где она провела два года под домашним арестом после тайной свадьбы с Томасом Кизом[1].
2. ↑  Портрет леди Марии Грей, демонстрирующей своё обручальное кольцо, в настоящее время находится в загородном особняке Чекерс Корт[англ.], где она провела два года под домашним арестом после тайной свадьбы с Томасом Кизом[1].
3. ↑  В том случае, если дети Генриха VIII умрут без наследников, корона переходила к законным детям его племянниц, Фрэнсис и Элеоноры. На тот момент, когда Генрих подготавливал своё завещание (конец декабря 1546 года), Фрэнсис Грей и Элеонора Клиффорд были достаточно молоды и способны родить детей, вполне возможно, сыновей, которые и могли в будущем взойти на престол[6][7].
4. ↑  Термин протестант начал использоваться в Англии только с середины 1550-х годов; до этого момента для тех, кого позже называли протестантами, применялся термин евангелист[17].
5. ↑  Генри Ноллис был сыном сэра Фрэнсиса Ноллиса и Кэтрин Кэри, двоюродной сестры королевы Елизаветы.